# Oumar Diallo
Oumar Diallo (Dakar, 28 september 1972) is een Senegalese voetballer. Hij speelde bij een paar clubs, waaronder Olympique Khouribga uit Marokko en clubs uit Turkije. Hij speelt bij het Senegalees Internationaal voetbalelftal en deed mee aan de FIFA World Cup in 2002.